# Championnat d'Europe de patinage artistique 1905
Navigation
Édition précédente Édition suivante
Le championnat d'Europe de patinage artistique 1905 a lieu le 22 janvier 1905 à Bonn dans l'Empire allemand.
Pour la première fois, un patineur britannique participe aux championnats européens.

## Podium
| Épreuves                      | Or           | Argent          | Bronze      |
| ----------------------------- | ------------ | --------------- | ----------- |
| Messieurs résultats détaillés | Max Bohatsch | Heinrich Burger | Karl Zenger |

## Tableau des médailles
| Rang  | Nation    | Or | Argent | Bronze | Total |
| ----- | --------- | -- | ------ | ------ | ----- |
| 1     | Autriche  | 1  | 0      | 0      | 1     |
| 2     | Allemagne | 0  | 1      | 1      | 2     |
| Total | Total     | 1  | 1      | 1      | 3     |

## Détails de la compétition Messieurs
| Rang | Nom             | Nation      | Places | Points | Fig. impo. | Prog. libre |
| ---- | --------------- | ----------- | ------ | ------ | ---------- | ----------- |
| 1    | Max Bohatsch    | Autriche    | 5      |        |            |             |
| 2    | Heinrich Burger | Allemagne   | 10     |        |            |             |
| 3    | Karl Zenger     | Allemagne   | 15     |        |            |             |
| 4    | Kurt Dannenberg | Allemagne   | 21     |        |            |             |
| 5    | Martin Gordan   | Allemagne   | 25     |        |            |             |
| 6    | Douglas Adams   | Royaume-Uni | 29     |        |            |             |